# رواد الفضاء المفقودون
رواد الفضاء المفقودون (بالإنجليزية: Lost Cosmonauts) أو رواد الفضاء الأشباح (بالإنجليزية: Phantom Cosmonauts) أحد موضوعات نظرية المؤامرة التي تدّعي أن رواد الفضاء السوفيت وصلوا إلى الفضاء الخارجي قبل يوري غاغارين، لكن لم يُعترف برحلتهم هذه من قِبل السلطات السوفيتية أو الروسية. يقول مؤيدو نظرية رواد الفضاء المفقودين أن الاتحاد السوفيتي حاول إطلاق رحلتين فضائيتين بشريتين قبل رحلة جاجارين، وآلت هاتين المحاولتين بوفاة رائِدَي فضاء على الأقل. يُعتقد أن رائد فضاء آخر يُدعى فلاديمير إليوشن، قد انحرف عن نقطة هبوطه وقبضت عليه حكومة الصين. يُقال أن حكومة الاتحاد السوفيتي تكتمت على تلك المعلومات لتجنُّب الدعاية السلبية أثناء ذروة الحرب الباردة.
يُعتبر الدليل الذي يدعم هذه النظرية غير مقنع، وفي حالات عِدّة اعتُبر على أنه مجرّد خدعة. في ثمانينات القرن العشرين، أجرى الصحفي الأمريكي جايمس أوبيرغ بحثًا حول كوارث الفضاء التابعة للاتحاد السوفيتي، لكنه لم يجد أي دليل على موضوع رواد الفضاء المفقودين. منذ تفكك الاتحاد السوفيتي في أوائل التسعينيات من القرن العشرين، كُشف عن العديد من المعلومات السرية، ومنها المعلومات حول فالنتين بوندارينكو، الذي عُدَّ مشروع رائد فضاء، والذي تم التعتيم على موته من قِبل حكومة الاتحاد السوفيتي. على الرغم من نشر أرشيف المعلومات المنشور الخاص بالاتحاد السوفييتي ومذكرات رواد الفضاء الروسيين، لكن لم يكن ثمّة أي دليل يدعم النظريات حول رواد الفضاء المفقودين.

## الادعاءات

### تسريب معلومات تشيكية مزعومة
في ديسمبر عام 1959، سرّب أحد الشيوعيين التشيكيين المرموقين معلومات حول العديد من البعثات الفضائية غير الرسمية. كان فحوى هذه التسريبات أن أليكسي ليدوفسكي كان على متن الصاروخ أر-5إيه. ذُكرت ثلاثة أسماء أخرى فُقِدَت في ظل ظروف مشابهة، وهي أندريه ميتكوف وسيرجي شيبورين وماريا غروموفا. في عام 1959 أيضًا، ادّعى هيرمان أوبرث مقتل طيار في رحلة فضائية دون مدارية من كابوستين يار في أوائل عام 1957، ولم يُقدم أي مصدر لهذا الادّعاء. في ديسمبر عام 1959، كرَّرت وكالة الأنباء الإيطالية كونتينيال الادّعاءات ذاتها بوجود سلسة من الوفيات بين رواد الفضاء في رحلات فضائية دون مدارية والتي قد كشف عنها شيوعي تشيكي رفيع المستوى. حدّدت وكالة الأنباء أسماء رواد الفضاء وهم أندريه ميتكوف وسيرجي شيبورين وماريا غروموفا. ولم يظهر أي دليل آخر على وجود رحلات سوفيتية فضائية دون مدارية حققت أي نجاح.

### تسجيلات توري بيرت
أعدّ الأخوان جوديكا كورديغليا، وهما من هواة البرامج الإذاعية السابقين، تسجيلات صوتية في توري بيرت يعترفا من خلالها بتأييدهما لنظرية المؤامرة التي تدّعي بأن برنامج الفضاء السوفيتي يتكتّم عن وفيات رواد الفضاء في الستينات من القرن العشرين. وادّعيا بأنهما قد سجَّلا العديد من البعثات الفضائية السرية السوفييتية التي انتهت في ظل ظروف كارثية غامضة. وقد أدَّى ذلك إلى إثارة اهتمام الجمهور لأكثر من 50 عامًا، على الرغم من وجود سلسلة كبيرة من الردود المُفصَّلة لهذه الادّعاءات.